# Magasin 3, Kvarnholmen

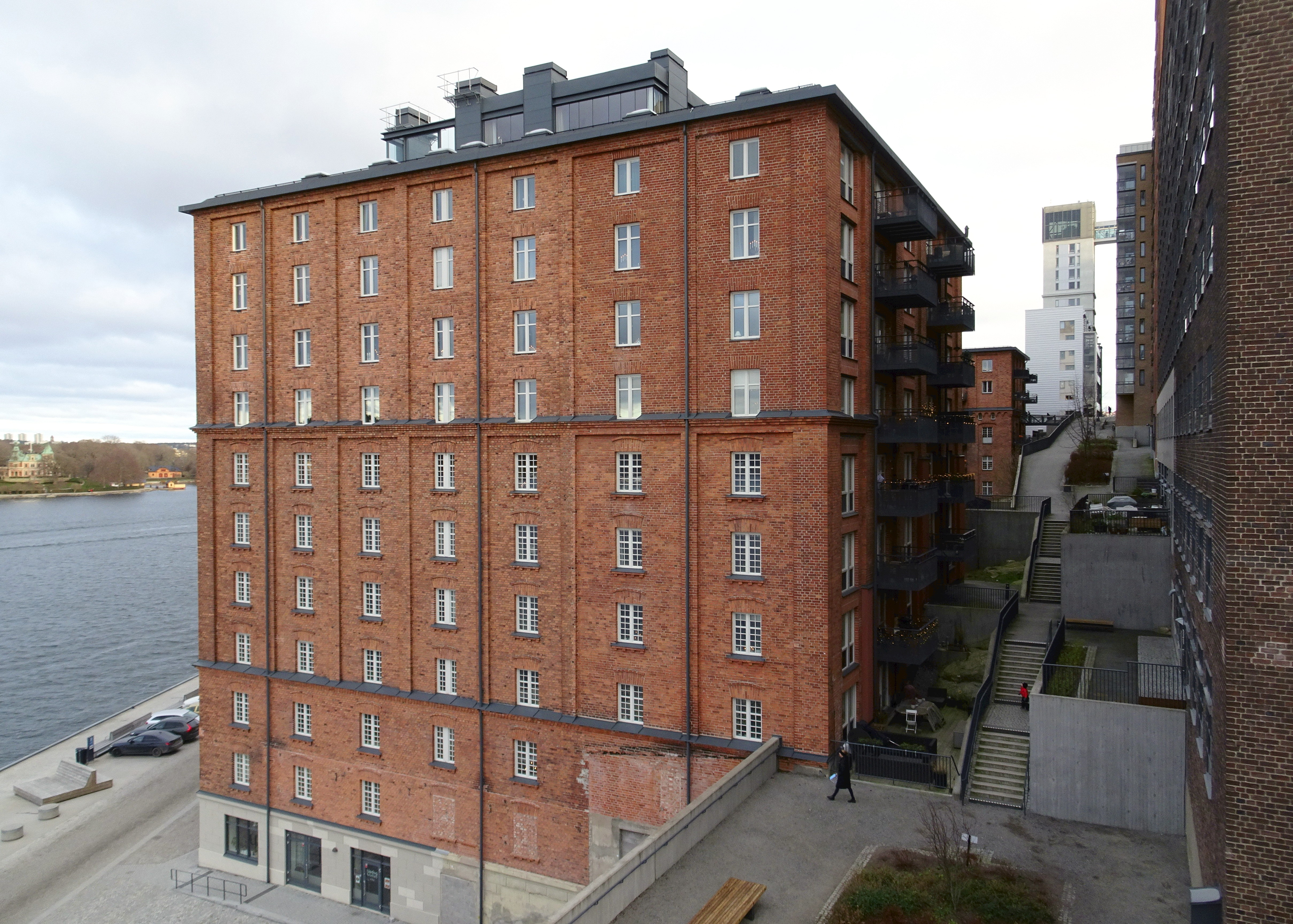
Magasin 3, fasader mot väster och söder, november 2021.

Magasin 3 (fastighet Sicklaön 38:4) kallas en kulturhistoriskt värdefull byggnad vid Mjölnarvägen 16 på Kvarnholmen i Nacka kommun. Byggnaden uppfördes som mjölmagasin för Kvarnen Tre Kronor. Fastigheten har en q-märkning i gällande detaljplan från 2009, vilket innebär att byggnaden ej får rivas eller exteriört förvanskas. Ombyggnad till bostäder utfördes mellan 2011 och 2013.  

## Byggnadshistorik
| Fasad mot norr och sektion. |  | Fasad mot norr och sektion. |
| Fasad mot norr och sektion. |  |                             |

Magasin 3 uppfördes troligen mellan 1912 och 1922 i anslutning till Kvarnen Tre Kronor västra sida. Det finns olika uppgifter om byggåret, några nämner 1923-1924 när Kooperativa Förbundet (KF) övertaget verksamheten. Mer troligt är att den ursprungliga ägaren, Aug. Engström & Co, lät uppföra magasinet mellan 1912 och KF:s övertagande 1922. Arkitekturen är i nära överensstämmelse med Silo III (byggd 1912) och utgör en pendang till denna. I båda fallen var byggnadsingenjören J.B. Jensen upphovsman. Magasin 3 hade ursprungligen samma fasadutformning, samma höjd och samma takavslutning med ett brant plåttäckt pyramidtak krönt av en stor takhuv, som även Silo III hade.
Ett mjölmagasin (Magasin 1 och 2) fanns redan sedan tidigare i huvudbyggnadens västra flygel. Magasin 1 utfördes 1898 tillsammans med ursprungsbyggnaden och några år senare tillkom även Magasin 2 som en tillbyggnad åt söder (mot berget). Så småningom krävde utrymmesbrist ett nytt, större magasin. Byggnaden placerades i anslutning väster om huvudbyggnaden dock inte i samma fasadlinje som Silo III utan något indraget. Magasinet uppfördes med två källarplan, sex våningsplan och två vindsvåningar. Fasaderna konstruerades bärande och utfördes omsorgsfull mönstermurade i rött murtegel. Magasinet koncipierades som effektiv lagerlokal varför våningshöjderna var ganska låga för att få så många våningsplan som möjlig in i byggnaden. Huset rymde maximalt 50 000 säckar mjöl.
Efter att KF övertagit Kvarnen Tre Kronor lät man 1924 bygga till magasinet mot söder (mot berget). 1937 tillkom en förbindelsebyggnad i sex våningar mellan Magasin 3 och huvudbyggnaden. För utformningen stod arkitekt Olof Thunström som gav den nya byggnadsdelen ett modernt funktionalistiskt yttre. I förbindelsebyggnaden skedde mjölpackningen. På ett fotografi från 1931 syns den ursprungliga byggnaden från väster med det numera rivna marketenteriet till höger och det monumentala Magasin 4 bakom, båda ritade av KFAI:s arkitekter Eskil Sundahl och Olof Thunström.
År 1950 fick Magasin 3 sitt nuvarande utseende. Då revs taket och huset höjdes med fyra våningar utförda i samma still som den befintliga delen. Det nya taket utformades som ett lågt, nästan plant, papptäckt sadeltak. Även här stod Thunström för arkitekturen. Efter slutet av 1960-talet fanns ett kontroll- och utvecklingslaboratorium samt ett provbageri i de båda översta våningarna. Efter att KF lämnat Kvarnholmen 1992 nyttjades byggnaden som kontor, olika verksamheter och lager.

### Historiska bilder

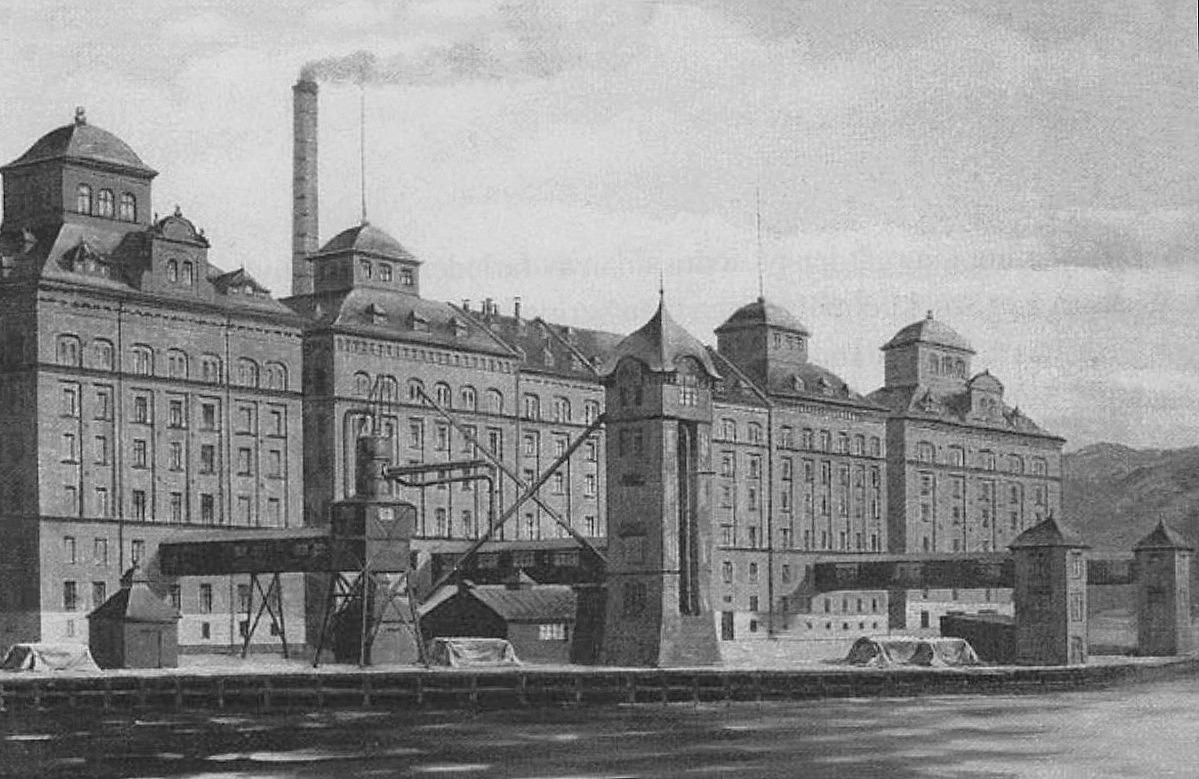
Kvarnanläggningen från öster 1925. Längst till vänster syns Silo III och längst till höger Magasin 3.
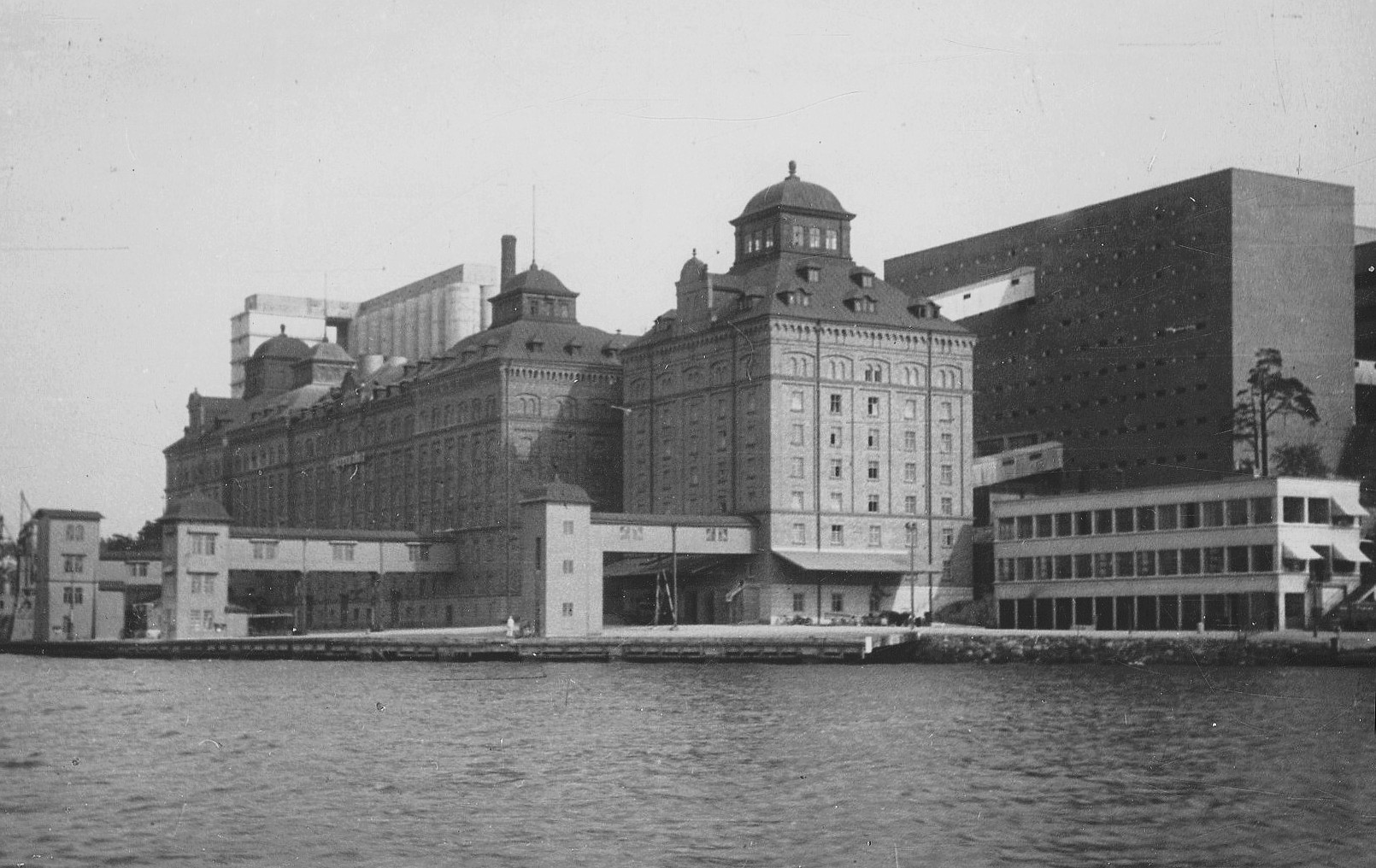
Kvarnanläggningen från väster 1931. Magasin 3 har fortfarande sitt ursprungliga tak. Till höger syns nybyggda Magasin 4 och nedanför marketenteriet.
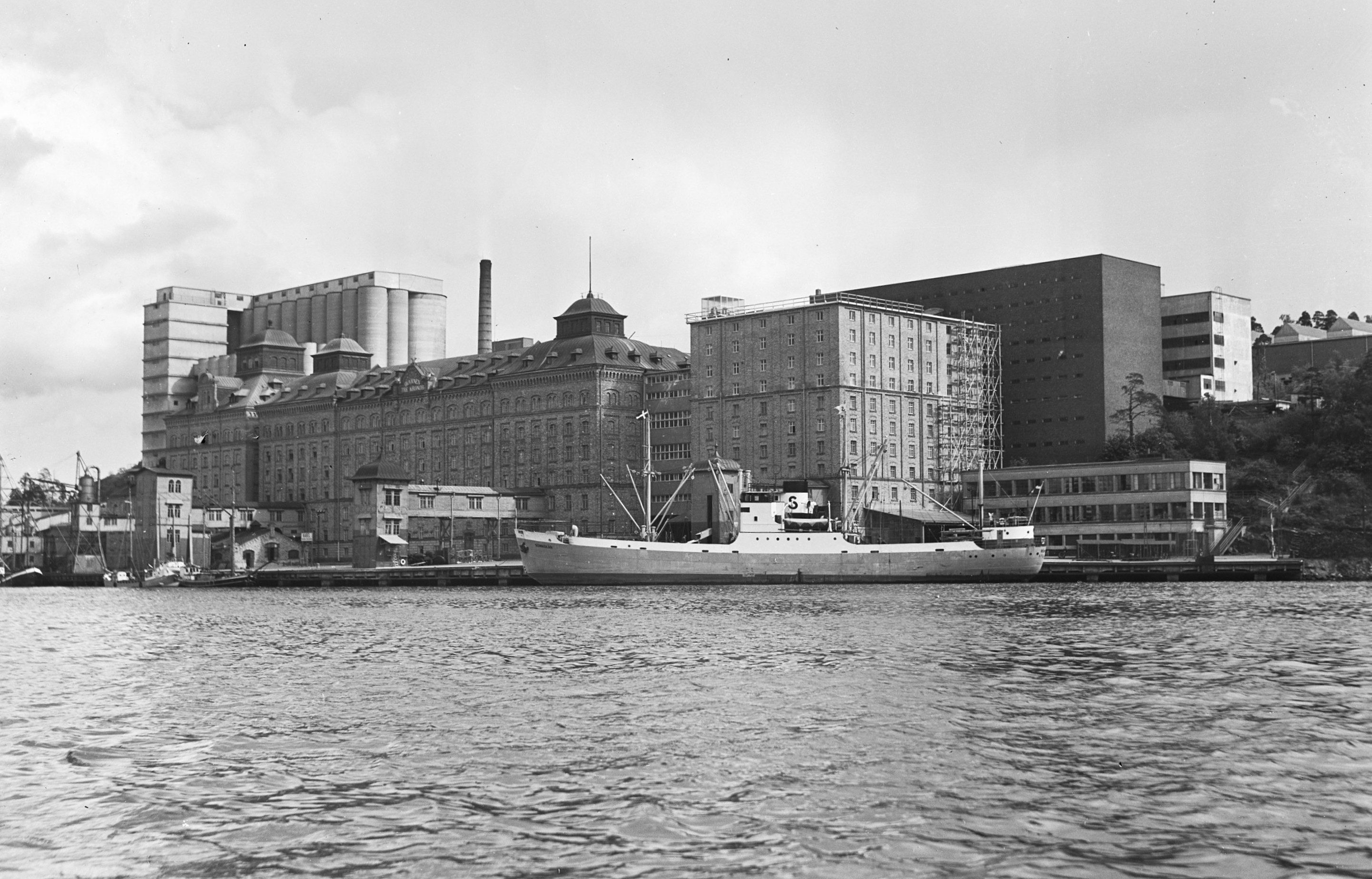
Kvarnanläggningen från väster 1950. Magasin 3 har just ombyggts till sitt nuvarande utseende.

## Ny användning

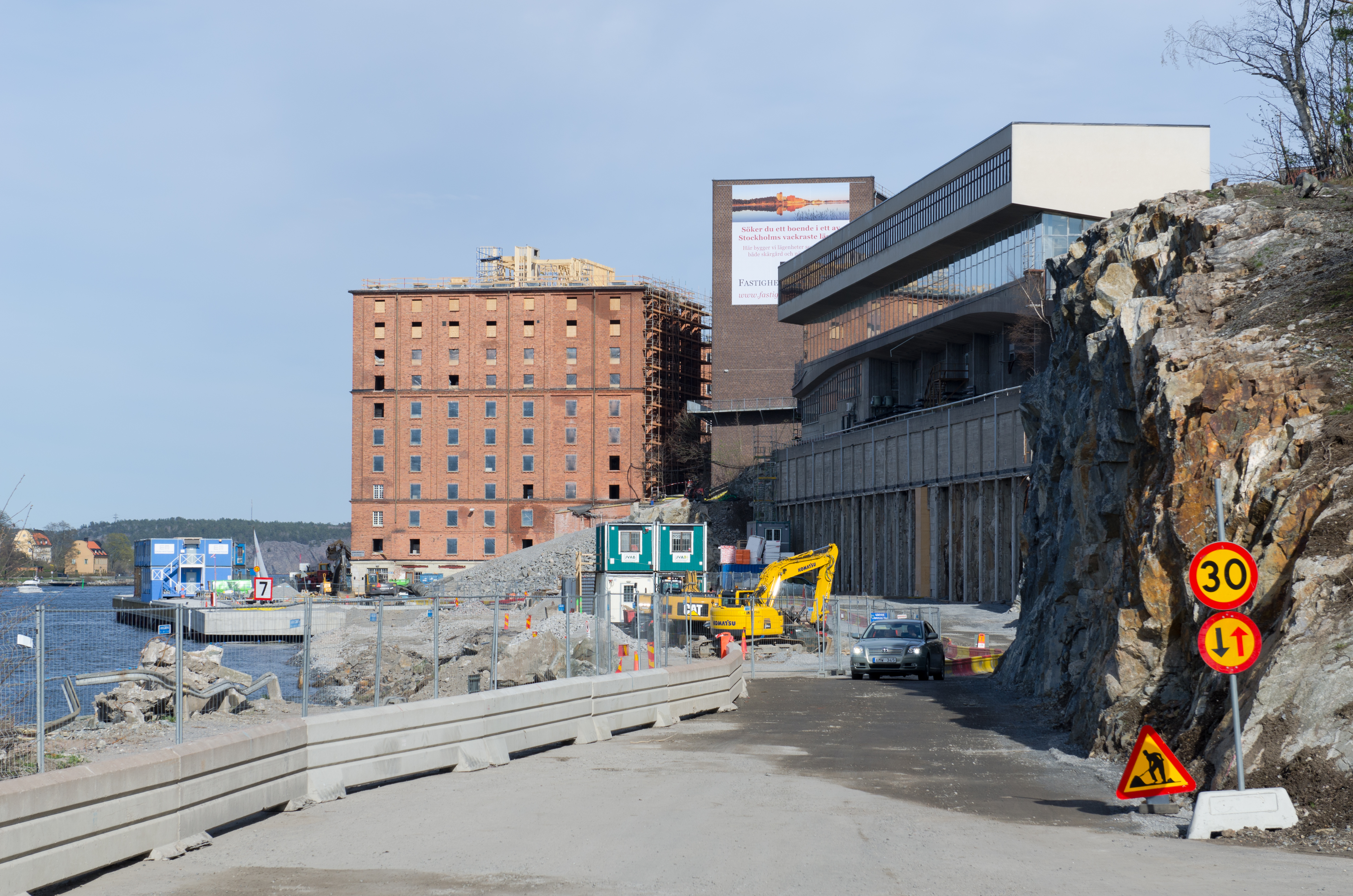
Magasin 3 under ombyggnad, 2012. Till höger på backen syns Munspelet från 1966.

I samband med nydaningen av Kvarnholmen från industriområde till en plats för boende, kultur och arbete fick den gamla magasinsbyggnaden ny användning. En ny detaljplan (Etapp 1 – Norra Kajområdet) vann laga kraft i mars 2009. Syftet med planen var att skapa möjligheter att återanvända den kulturhistoriskt värdefulla industribebyggelsen vid norra kajen för bostäder och nya verksamheter. År 2010 förvärvades fastigheten Sicklaön 38:4 av Einar Mattsson Byggnads AB från JM.
Året därpå började ombyggnad till bostäder efter ritningar av Total Arkitektur & Urbanism som resulterade i 71 bostadsrätter med storlekar från 1 rum och kök till 5 rum och kök. Majoriteten av lägenheterna består av 2 rum och kök om cirka 55 kvadratmeter samt 4 rum och kök på runt 100 kvadratmeter, med en total boarea för fastigheten på cirka 5 800 kvadratmeter. Det ursprungliga pelar- balksystemet bibehölls och styrde lägenheternas planlösning. I samband med ombyggnaden revs förbindelsebyggnaden mot kvarnen. 
Det tillkom också nya fönster (de gamla hade enkelglas), nya balkonger på fasaderna mot öster och söder samt en indragen takpåbyggnad vilken tjänar som gemensamhetslokal och bastu med relaxavdelning samt takterrass för de boenden. Fastigheten ägs av Brf Hamnmagasinet som bildades 2011. I september 2021 såldes en fyrarummare om 107 kvadratmeter för 8,7 miljoner kronor.

### Nutida bilder

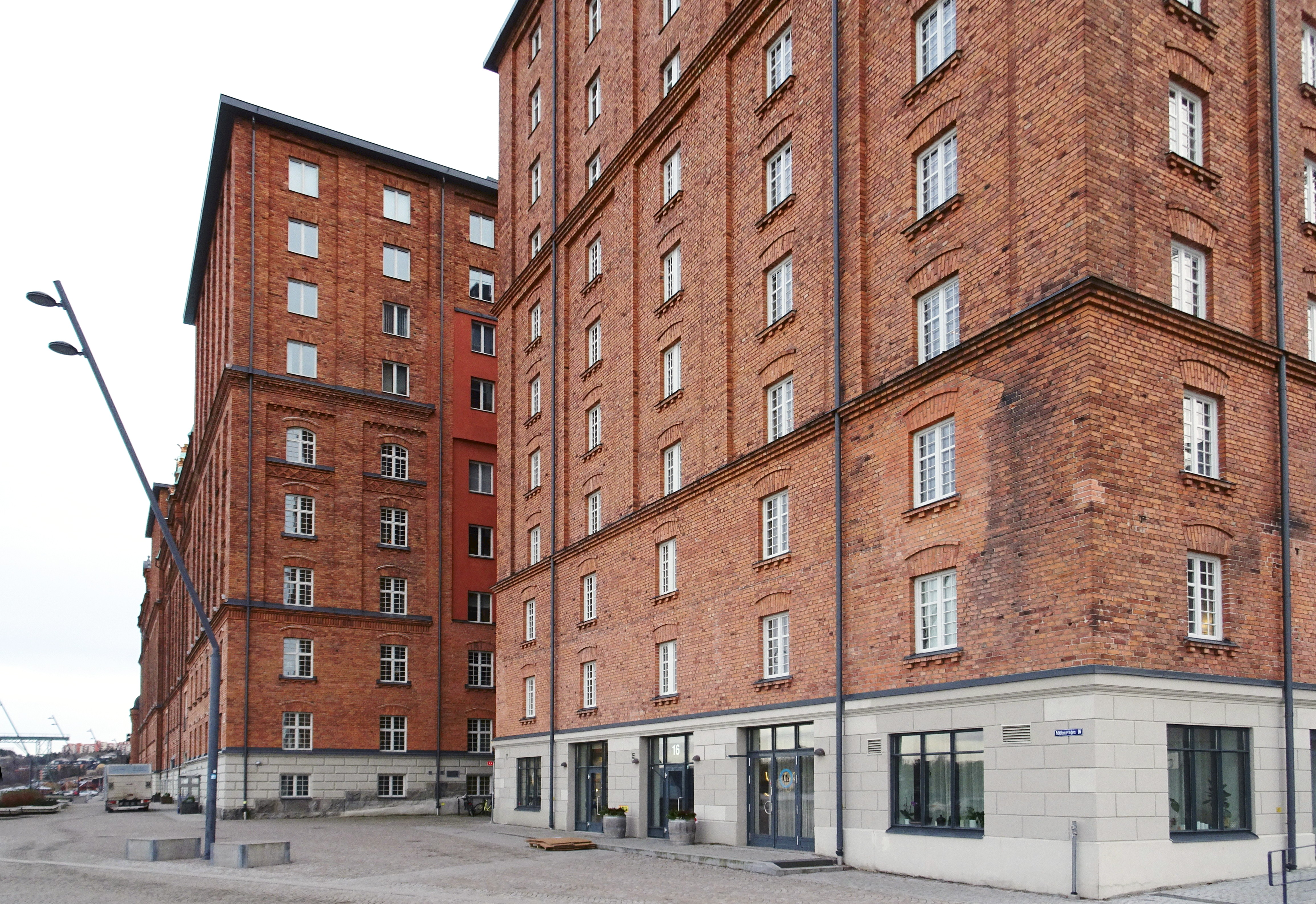
Magasin 3 till höger med före detta kvarnbyggnaden bakom.
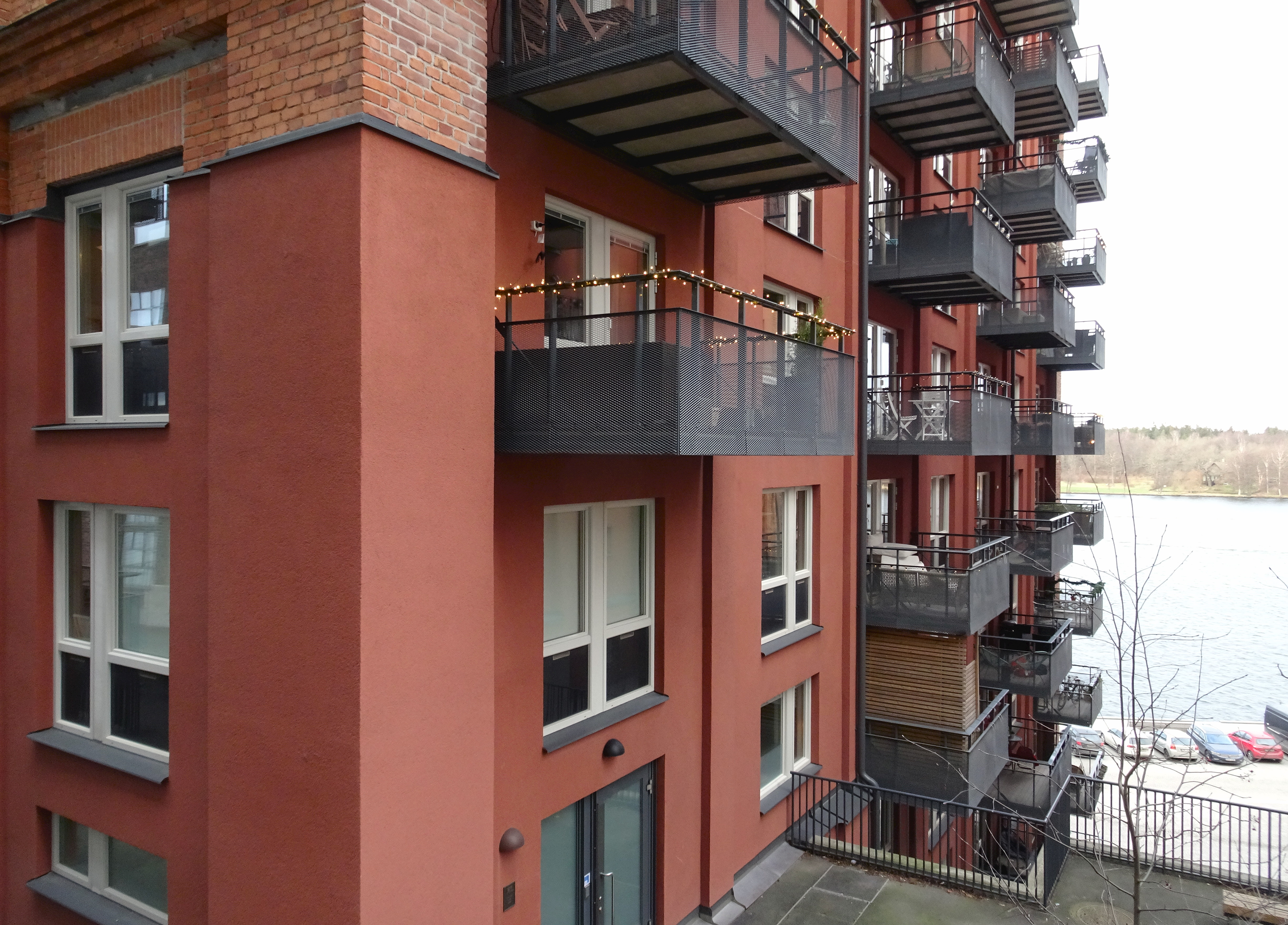
Magasin 3 balkongerna på östra fasaden.
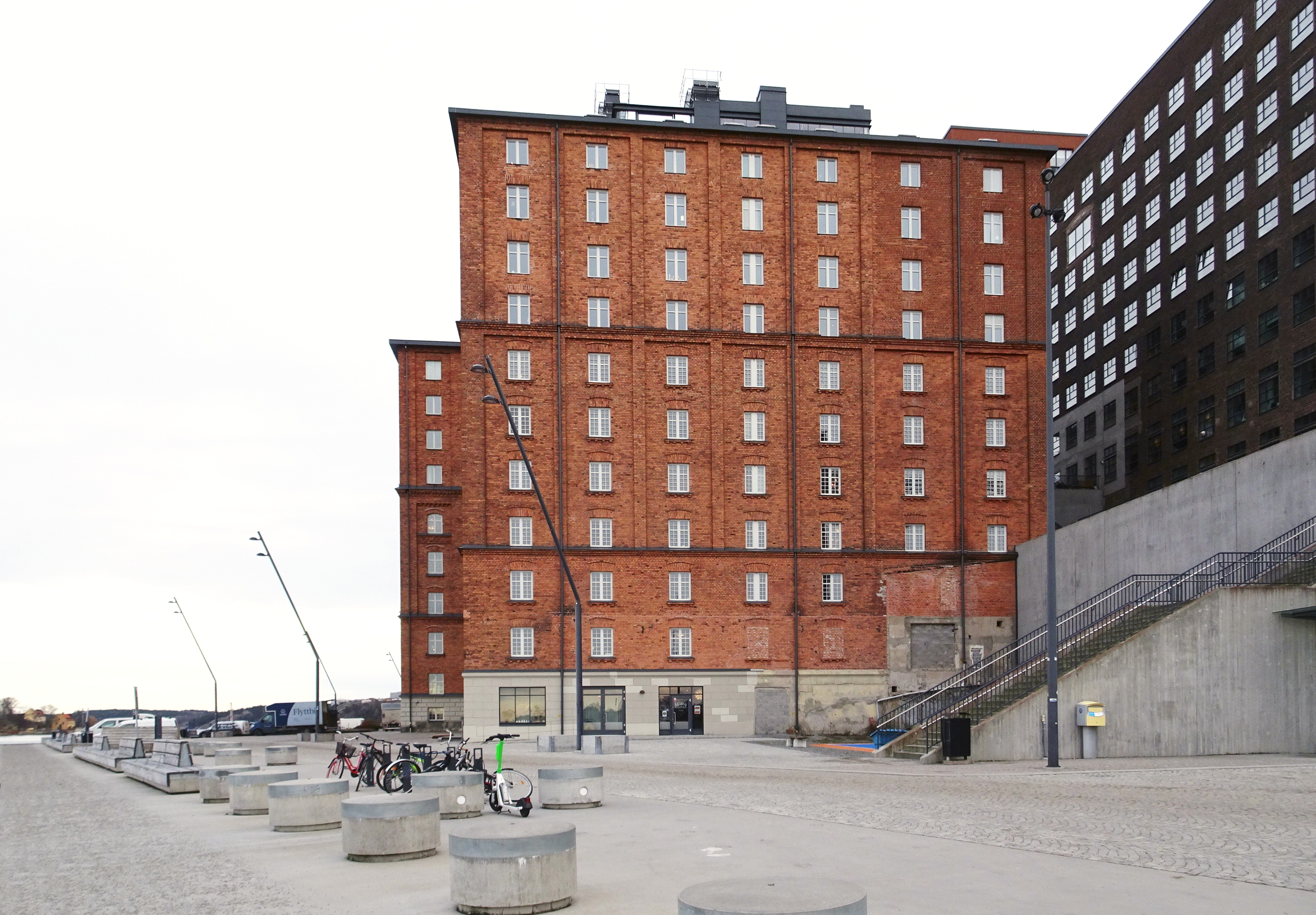
Magasin 3 fasad mot väster. Till höger skymtar ombyggda Magasin 4.
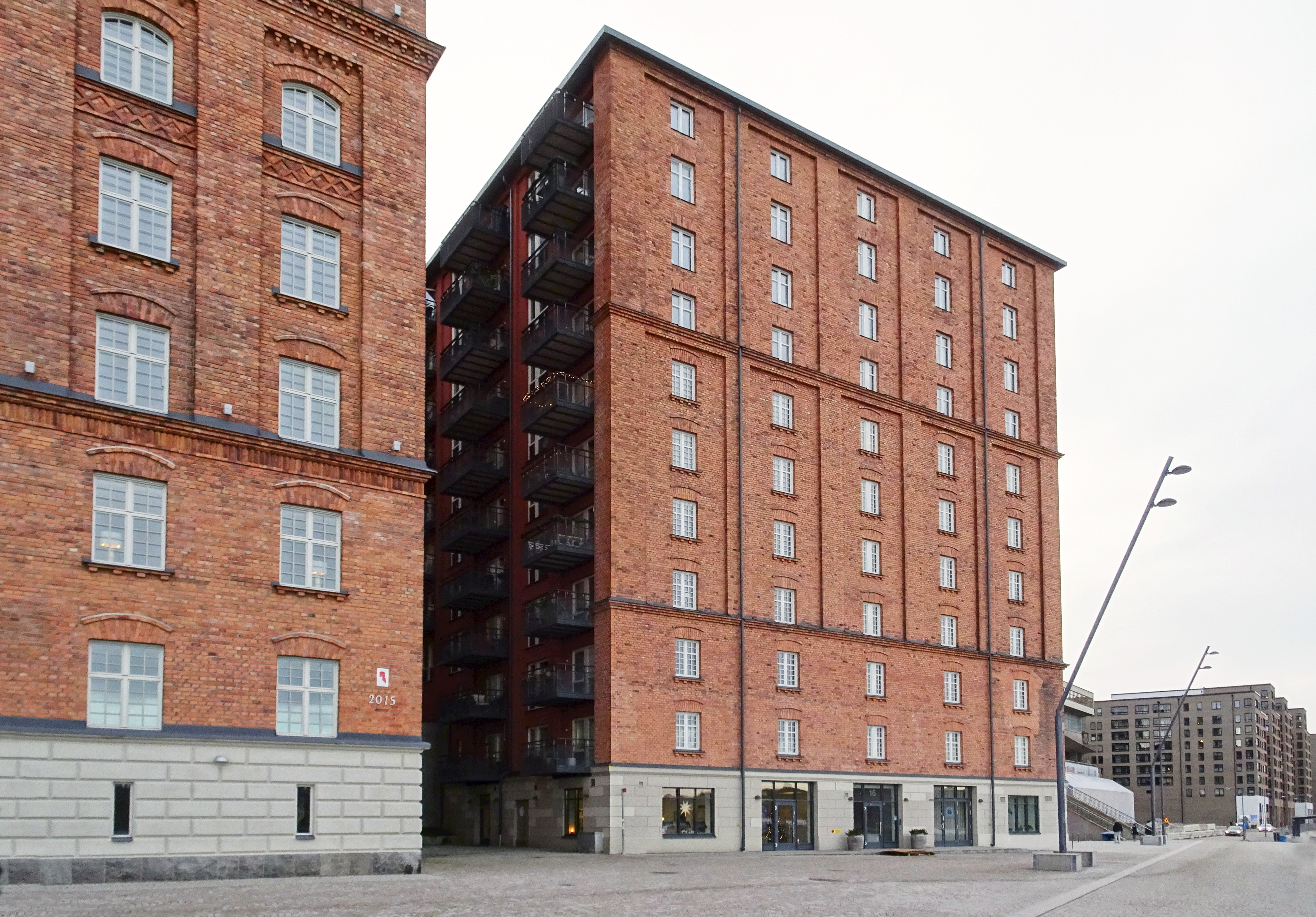
Magasin 3 till höger och gamla kvarnbyggnaden till vänster.